# 弗农·诺伍德
弗农·拉尼德·诺伍德（英語：Vernon Larnard Norwood，1992年4月10日—）来自路易斯安那州新奥尔良，是一名美国男子田径运动员，主攻400米赛跑项目。他在初中时开始练习田径，此前他曾练过篮球。后来，他进入路易斯安那州立大学就读，并加入该校的男子校队老虎队，期间他曾获得四个NCAA锦标赛冠军。